# Лыковы-Оболенские
Лыковы-Оболенские (Лыковы) — угасший русский княжеский род, одна из многочисленных отраслей князей Оболенских, Рюриковичи.
Род внесён в Бархатную книгу.  При подаче документов (февраль 1682) для внесения рода в Бархатную книгу, была предоставлена родословная роспись князей Лыковых, а также князь Михаил Иванович Лыков принял активное участи в тяжбе князей Лыковых, Репниных и Щербатовых, которые не хотели признавать однородцами князей Волконских.
По родословной росписи известны тридцать семь лиц мужского пола и одиннадцать женского.

## Происхождение и история рода
Происходит от князя Ивана Владимировича Оболенского по прозванию Лыко (потомка Рюрика в 18-м колене).         Один из сыновей родоначальника, князь Иван, имел прозвище Белоглаз, отчего потомки его писались Белоглазовыми-Лыковыми. Князь Юрий Васильевич Лыков боярин и воевода Большого полка (1555). Князь Фёдор Иванович воевода в разных городах, рында при приеме послов, потом окольничим и скончался в (1628). Князь Михаил Юрьевич, воевода во Пскове (1578), был разбит Баторием и убит в бою под городом Соколом (1580).
Его сын, князь Борис (1576—1646), боярин и воевода, известен удачными действиями против поляков и казаков в Смутное время. В 1607 году он, вместе с князем Голицыным и Прокопием Ляпуновым разбил отряд Телятевского близ Каширы, завладев всем его обозом. В 1608 году вместе с князем Куракиным победил Лисовского на берегах реки Москвы. В 1609 году помешал полякам занять Москву и остановил движение крымцев после кровопролитной битвы близ Серпухова. Был женат на Анастасии Никитичне Романовой, тётке царя Михаила Федоровича.
Род князей Лыковых пресекся в 1701 году со смертью боярина Михаила Ивановича Лыкова, но имя его сохранилось в названии подмосковной вотчины Троице-Лыково.

## Известные представители
- Юрий Васильевич Лыков-Оболенский — боярин и воевода
- Фёдор Иванович Лыков-Оболенский (умер после 1589) — воевода
- Михаил Юрьевич Лыков-Оболенский (убит в 1580) — воевода
- Фёдор Иванович Дудин-Лыков-Оболенский (умер 1628) — воевода и окольничий
- Алексей Алексеевич Лыков-Оболенский (умер 1667) — стольник
- Иван Фёдорович Лыков-Оболенский (умер после 1654) — стольник и воевода.
- Князь Лыков Борис Михайлович — стольник, воевода в Белгороде (1603), в Казани (1620—1622), боярин (1627) (ум. 1646).
- Князь Лыков Семён Иванович — воевода в Переславле-Залесском (1617—1620).
- Князь Лыков Фёдор Иванович — воевода в Суздале (1618—1619).
- Князь Лыков Григорий Борисович — патриарший стольник (1627—1629), стольник (1636).
- Князь Лыков Алексей Фёдорович — стольник (1627—1640), воевода в Рыльске (1639—1641), в Пскове (1644—1647).
- Князь Лыков Иван Григорьевич — стольник (1673—1686)[6][7].